# Eretmocera albistriata
Eretmocera albistriata är en fjärilsart som beskrevs av Henry Legrand 1965. Eretmocera albistriata ingår i släktet Eretmocera och familjen fältmalar, Scythrididae. Inga underarter finns listade i Catalogue of Life.